# Parafia św. Marii Magdaleny w Grabkowie
Parafia Świętej Marii Magdaleny w Grabkowie – parafia rzymskokatolicka, znajdująca się w diecezji włocławskiej, w dekanacie kowalskim. 

## Duszpasterze
- proboszcz: ks. Jacek Buta (od 2025)

## Kościoły
- kościół parafialny: Kościół św. Marii Magdaleny w Grabkowie